# Clan Douglas

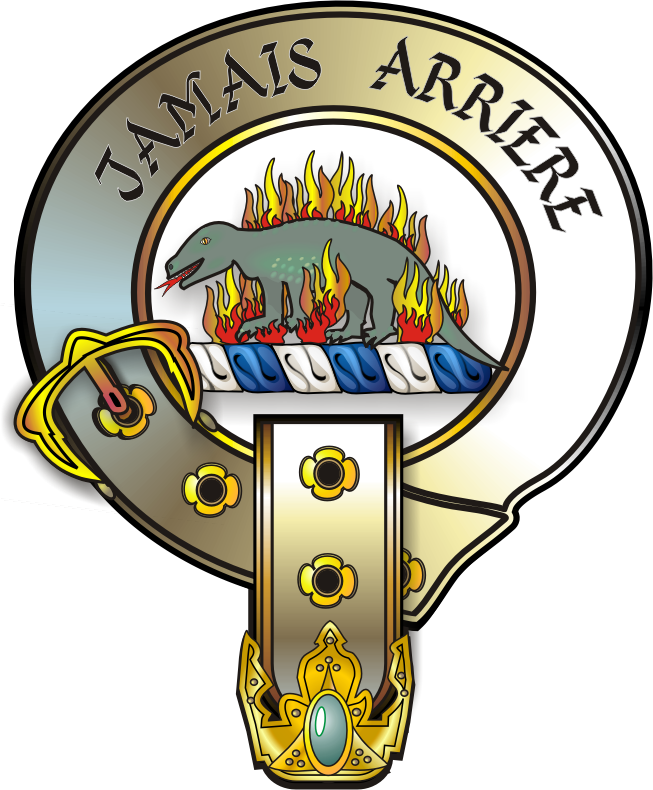
Emblema del Clan Douglas. Sobre un chapó una salamandra verde rodeada de fuego. Lema: Jamais Arriere (Nunca Detrás).

El Clan Douglas, también conocido como la Casa de Douglas es un antiguo linaje familiar de las Lowlands (Tierras Bajas) de Escocia, que tomó su nombre de Douglas (South Lanarkshire), desde donde se extendió por los condados de Borders, Angus, Lothian y otros lugares del país. Actualmente el clan carece de jefe.
Hubo un tiempo en que los Douglas fueron la familia más poderosa de Escocia. Los jefes del clan ostentaban el título de conde de Douglas, y tras renunciar a la jefatura se convirtieron en condes de Angus, un título que fue absorbido por los duques de Hamilton. James Douglas, 4.º conde de Morton, ocupó la jefatura familiar durante buena parte del siglo XVI, y posteriormente se convirtió en un título subsidiario de Archibald Douglas, 8.º conde de Angus, tras la renuncia de James Douglas a la jefatura del clan y su muerte en 1581.
La fortaleza original de la familia era el Castillo Douglas en Lanarkshire, pero adquirieron numerosas propiedades en el sur y el nordeste de Escocia.

## Historia

### Orígenes del clan

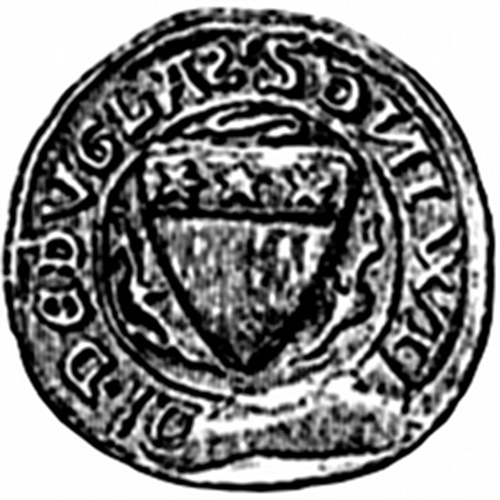
Sello de William Douglas el Recio.

En el lenguaje gaélico dubhghlais significa agua negra, en gaélico dubh significa negro y glas significa gris, que son los principales tonos que se utilizaban en el tartán de los Douglas. El nombre tiene un origen territorial procedente de Douglas Water en South Lanarkshire.
Los registros de la familia Douglas, hasta donde han sobrevivido y/o pueden ser fiables presentan a los siguientes ancestros:
- Sholto Dhu Glas hacia. 770
- Aoidh or Hugh Dhu Glas c. ?
- Aoidh Dhu Glas de Caledonia c. ?
- Gilmour Dhu Glas, que luchó contra Carlomagno en la Galia hacia 810
- Eachunn o Hector Dhu Glas c. 844
- <incierto>
- Gillesburg Dhu Glas c. 944
- <incierto>
- Freskin de Strabroch Dhu Glas hacia. 1135
- William Douglas (que se convirtió en Lord Douglas bajo dominio normando, y fue el primero en utilizar el apellido moderno) hacia. 1161

Dos de las principales familias frisonas que emigraron a Escocia fueron los Murray y los Douglas. El fundador de los Murray era un frisón llamado Freskin, que recibió tierras en West Lothian y Moray por parte del rey David I de Escocia. Aunque los primeros registros en los que aparecen datan de la década de 1170, Arkenbald y Freskin aparecen entre los nombres de la familia Douglas y emparentados con los Murray de origen frisón. Aunque actualmente no se discute el origen frisón de los Douglas, a menudo se cree que el fundador de la familia descendía de un caballero frisón que recibió tierras en Douglas Water por parte del Abad de Kelso, que poseía la baronía y el señorío de Holydean. Sin embargo, no es del todo seguro si este caballero recibió las tierras de las que surgió la familia Douglas.
Actualmente se considera que el fundador del linaje moderno del clan fue William de Douglas, cuyo nombre aparece como testigo en varias cartas del período entre 1175 y 1211 de Larnarkshire, incluyendo una carta del Obispo de Glasgow a los monjes de Kelso. También hay una referencia a su hijo, Sir John de Douglas, y a su nieto, Sir William de Douglas, que se cree fue el tercer jefe de la familia, y cuyos dos hijos lucharon en la Batalla de Largs de 1263, en la que los noruegos fueron derrotados por los escoceses.

### Las guerras por la independencia de Escocia
Durante las guerras entre Inglaterra y Escocia, sir William el Bravo, Señor de Douglas (que al parecer dio origen al apellido “Hardy” (fuerte) en Escocia), era el gobernador de Berwick-upon-Tweed cuando la ciudad y el Castillo Berwick fueron asediados por el ejército de Eduardo I de Inglaterra. Douglas fue capturado y liberado solo después de que aceptara el reconocimiento del rey inglés como señor de Escocia. Posteriormente se unió a William Wallace para luchar por la independencia de Escocia, pero fue capturado de nuevo y llevado a Inglaterra, donde murió en 1298, prisionero en la Torre de Londres.

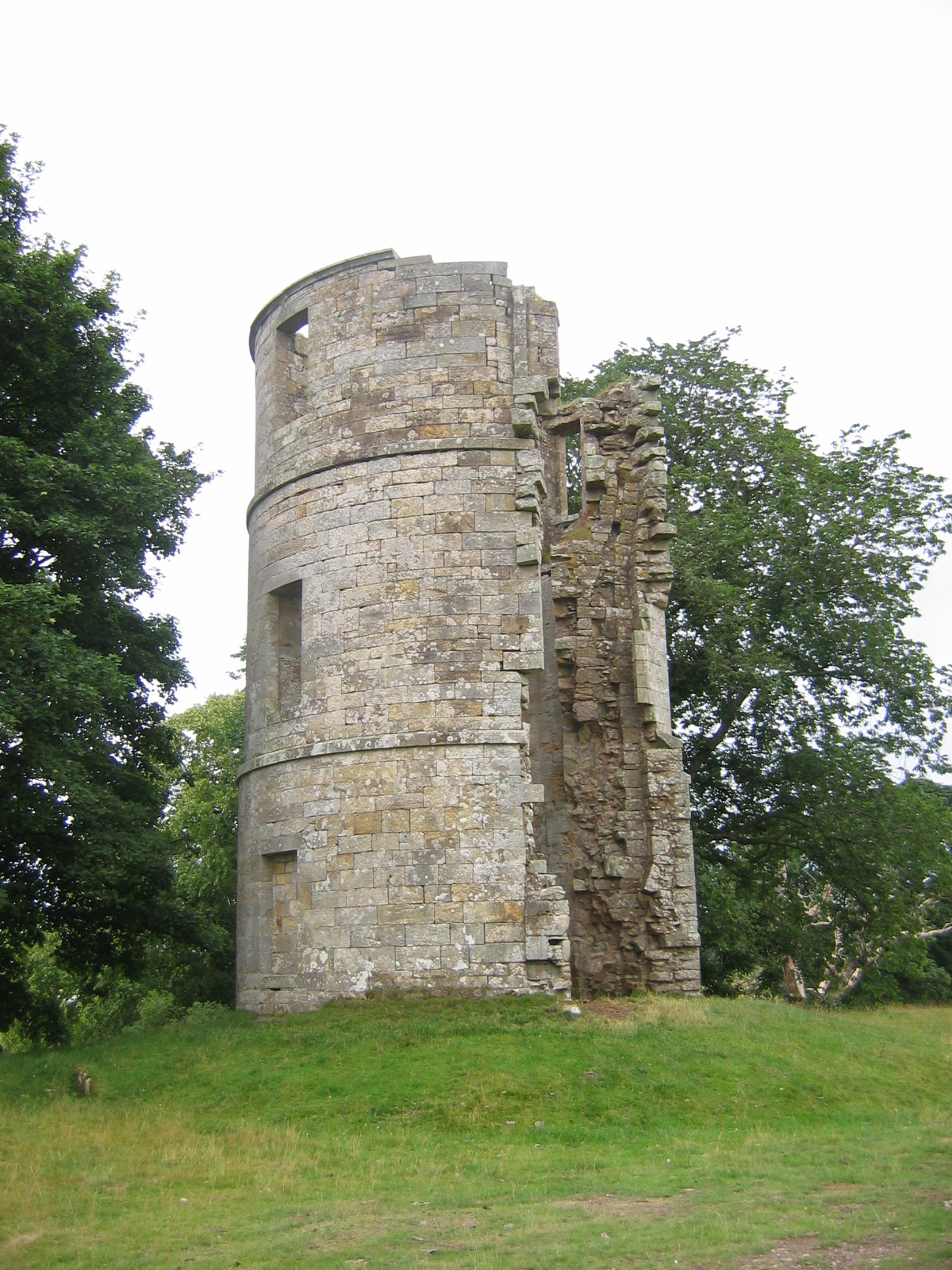
Las ruinas del Castillo Douglas en la actualidad.

#### El Buen Sir James (o “Douglas el Negro”)
El hijo de William el Fuerte fue James Douglas, El Buen Sir James, y el primero de tomar el epíteto Negro. James Douglas compartió los primeros reveses de Robert Bruce, y estuvo presente en las derrotas de la Methven y Dalrigh. Pero para ambos constituyeron una valiosa lección de táctica: mientras se encontrasen en inferioridad de recursos y equipo los escoceses siempre estarían en desventaja en la guerra medieval convencional. Cuando la guerra entre Inglaterra y Escocia estalló de nuevo en la primavera de 1307 Douglas y Bruce habían aprendido el valor de la guerra de guerrillas –conocida en la época como “guerra secreta”-, utilizando movimientos rápidos, equipo ligero y fuerzas ágiles para maximizar su efecto en el hostigamiento del enemigo, a menudo encerrado en posiciones defensivas. Los movimientos de los escoceses en 1307 y 1308 se produjeron sobre todo a nivel local, sobre todo en las tierras de los Douglas.
En cualquier caso, a pesar de sus limitaciones, James Douglas pronto adquirió una reputación formidable como soldado y estratega. Mientras Robert Bruce se dirigía al norte para combatir a sus adversarios entre la nobleza, Douglas utilizó la cobertura del bosque de Selkirk para emboscar a los ingleses. También demostró ser un hombre completamente despiadado, especialmente en su ataque contra la guarnición inglesa del Castillo Douglas, que se hizo famosa y pasó a la historia popular. El historiador Bardour fecha este acontecimiento en el Domingo de Ramos de 1307, el 19 de marzo. Otros historiadores afirman que se trata de una fecha demasiado temprana, aunque es la más aceptada.
Con la ayuda de Thomas Dickson, que había sido vasallo de su padre, James Douglas y su pequeño ejército se ocultaron hasta la mañana del Domingo de Ramos, cuando los soldados ingleses asistieron a la iglesia local. Con el apoyo de la población local, los escoceses entraron en la inglesa con el grito de guerra A Douglas! A Douglas!  (¡Por Douglas!), que posteriormente sería recordado y repetido por el clan en los siglos siguientes. Solo algunos soldados ingleses fueron capturados y durante la lucha Thomas Dickson murió. Enfurecido, James Douglas llevó a los prisioneros al Castillo Douglas (que se encontraba casi vacío) y todos los suministros fueron arrojados a la bodega; los barriles de vino fueron destrozados y la madera utilizada para encender un fuego. Entonces los prisioneros ingleses fueron decapitados y arrojados a lo alto de la pira encendida. Antes de abandonar el castillo los escoceses envenenaron los pozos con sal y cadáveres de caballos muertos. Los lugareños pronto dieron al terrible episodio el nombre de “La despensa de Douglas”. Su crueldad en la guerra dejó una impresión duradera y los ingleses le dieron el nombre de “Douglas el Negro”, un ser siniestro y asesino “semejante sólo al diablo en el infierno”. Parece que Douglas cultivó adrede su reputación, practicando una guerra psicológica con el conocimiento de que el miedo podía despejar su camino hacia el éxito militar.

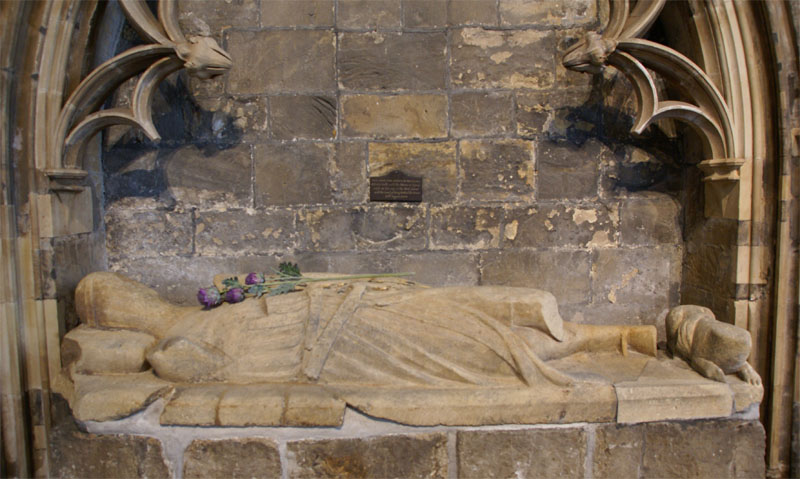
Tumba de Sir James, St. Bride´s Kir, Douglas, South Lanarkshire.

Entre 1307 y 1314 la presencia inglesa en Escocia fue reducida a unas pocas fortalezas significantes. La situación presentaba diversas ventajas y desventajas. Por una parte los escoceses carecían de armas o máquinas para asediar los castillos con medios convencionales. Sin embargo, se produjo una inevitable complacencia en las guarniciones que poseían suficientes provisiones para resistir un asedio. Los escoceses atacaron utilizando medios indirectos y trampas. Mediante sus artimañas James Douglas consiguió capturar la fortaleza de Roxburgh. Su táctica, aunque sencilla, fue brillante y efectiva. En la noche del 19/20 de febrero de 1314 –Miércoles de Ceniza- varias formas oscuras fueron vistas bajo las murallas y erróneamente fueron confundidas con ganado. Douglas había ordenado a sus hombres que se cubrieran con sus mantos y capas y se acercaran al castillo caminando sobre sus manos y rodillas. En ese día casi toda la guarnición estaba celebrando el último banquete antes del comienzo de la Cuaresma, y mientras la vigilancia estaba relajada, los merodeadores lanzaron varios ganchos de escalada y escaleras de cuerda por encima de las murallas del castillo. Los defensores fueron cogidos por sorpresa y reducidos rápidamente. El Castillo Roxburgh, uno de los mejores de Escocia, fue desmantelado de acuerdo con la política de Robert Bruce de negar lugares de defensa al enemigo. James Douglas fue nombrado caballero portaestandarte, un alto honor, en el campo de batalla, y dirigió un ala del ejército escocés en la Batalla de Bannockburn en 1314, que marcó el reconocimiento de la independencia de Escocia.

#### Cruzado
Robert Bruce había pedido a James Douglas, su amigo y compañero de armas más estimado, que al morir llevara su corazón a Tierra Santa, como redención por el asesinato de John Comyn. Douglas y sus caballeros fueron invitados a unirse al ejército de Alfonso XI de Castilla, primo de Eduardo II de Inglaterra, por parte de su madre, la reina Isabel, para que participaran en una cruzada contra los moros. En el año 1330 en el Castillo de la Estrella en Teba (Málaga), Douglas murió mientras dirigía una carga de caballería contra un enemigo superior y quedó separado del resto del ejército cristiano; El rey Alfonso apartó a su ejército de la carga; según algunas historiadores debido a un acuerdo con el rey Eduardo, que nunca había podido vencer a Douglas en batalla. El corazón de Robert Bruce fue recuperado y devuelto a Escocia, donde fue enterrado en la abadía Melrose. Los huesos de Douglas fueron hervidos y devueltos a Escocia; su corazón embalsamado fue recientemente descubierto en las tumbas de los Douglas en el Kirk de St. Bride, pero sus huesos no se encontraban en la tumba de piedra que se encontraba bajo su efigie y todavía no han sido localizados.[cita requerida];

#### “Douglas el Negro”
James Douglas fue llamado “Douglas el Negro” por los ingleses debido a sus actos crueles en la guerra hasta el punto de convertirse en una especie de “hombre del saco” en las canciones infantiles del norte de Inglaterra. Existen algunas teorías sin confirmar que afirman que su apodo se debía al color de su cabello y su complexión morena, aunque se trata de una suposición tenue, ya que James aparece en las crónicas inglesas como “El Negro” y en las escocesas como “El Bueno”. Posteriormente los Douglas tomaron el apodo de su antepasado más respetado de la misma forma que pusieron el corazón de Robert Bruce en su escudo de armas, como un distintivo del temor en los corazones de sus enemigos y una prueba de las hazañas de su linaje.

### Sir Archibald Douglas, Guardián del Reino
El ejército escocés que luchó y perdió en la Batalla de Halidon Hill en 1333 estaba dirigido por el hermano más joven de James Douglas, que había sido elegido Regente de Escocia a finales de marzo del mismo año. Sir Archibald Douglas ha sido muy maltratado por algunos historiadores; con frecuencia confunden a este Archibald con “El Perdedor”, un descendiente del mismo nombre y más desafortunado. Archibald Douglas es mencionado en la obra de Barbour “The Brus” por su gran victoria durante la campaña de Weardale; dirigió el ejército escocés en una incursión hasta el condado de Durham, devastando las tierras inglesas y saqueando Darlington y otras ciudades y aldeas de la zona. Fue elegido por los escoceses como Regente cuando su primo Andrew de Moray, su predecesor en el cargo, fue capturado y llevado a Durham para que se rindiera al rey Eduardo III de Inglaterra. Los condes y barones escoceses reconocieron la habilidad de Archibald como guerrero; realizó una incursión en Annan con éxito, saqueando Cumbria y atormentando a los ingleses. Llevó al ejército escocés hasta Tweedsmouth, levantando el asedio del Castillo Berwick con Sir William Keith y otros nobles; a continuación se dirigió al sur quemando y saqueando Northumbria como habría hecho su hermano James; finalmente llegó a la poderosa fortaleza del Castillo Bamburgh, donde la reina Felipa, esposa del rey Eduardo, se ocultaba en secreto de los escoceses. Archibald Douglas puso asedio al castillo cuando llegaron a él representantes de Sir William Keith y el Conde de March; y le informaron de la triste noticia de que el gobernador de Berwick y el comandante de la guarnición habían firmado un nuevo tratado; a regañadientes el Regente de Escocia abandonó el asedio de Bamburgh y regresó a Escocia, donde fue abucheado; Sir Archibald juró solemnemente que nunca volvería a enfrentarse a los ingleses en batalla, pero eso no le impidió dedicarse a saquear sus territorios. En la víspera del día de Santa Margarita, Sir Archibald Douglas fue mortalmente herido junto a Halidon Hill, capturado y retenido hasta que murió, supuestamente una hora después que su sobrino William, el hijo y heredero de Sir James. Cerca de Bondington se encontraba Halyston; St. Leonard; un convento cisterciese y hospital donde supuestamente el Regente de Escocia pasó sus últimas horas. Los arqueólogos han encontrado proyectiles de plomo en Bondington y los registros indican que los ingleses utilizaron artillería. Durante los primeros encuentros con Eduardo III en 1326-1327 los ingleses habían utilizado la pólvora contra los Escoceses. Parece que sus armas eran lo bastante eficaces para devastar al ejército escocés y destruir el convento. Posteriormente Eduardo III realizó algunas donaciones a las monjas por los daños que había sufrido su convento durante la batalla y dedicó un altar a Santa Margarita.

#### La herencia
Sir William Douglas, hijo natural de James Douglas, heredó el título de Señor de Douglas pero no recibió sus propiedades, posiblemente porque todavía era menor de edad. Murió en la Batalla de Halidon Hill con su tío Sir Archibald Douglas. El hermano menor de James, Hugh “El Tonto”, un canónigo del obispado de Glasgow y que disfrutaba de una pensión en Roxburgh, se convirtió en Señor de Douglas en 1342; Hugh Douglas renunció a su título en su sobrino, el hijo superviviente y más joven del Regente Archibald, William Douglas, que también se convirtió en el primer Conde de Douglas. Le sucedió su hijo James Douglas, que comenzó el linaje de los “Douglas Negros”; su hijo ilegítimo contrajo matrimonio con Margaret Stewart, Condesa de Angus, y su nieto George Douglas, Conde de Angus, fue el progenitor de los “Douglas Rojos”.
El prestigio de la familia se incrementó cuando el Conde James Douglas, sobrino nieto de James Douglas “El Bueno”, se casó con una de las herederas de la familia Estuardo. En 1388 en la Batalla de Otterburn tuvo un papel decisivo en la victoria de los escoceses, pero murió en la batalla. Al no dejar un heredero legítimo sus títulos pasaron al hijo ilegítimo de su tío abuelo.
A finales del siglo XIV el Castillo Bothwell, que había pertenecido al Clan Murray, fue tomado por los Condes de Douglas (los Douglas Negros) que comenzaron a proyectar su restauración y ampliación y en 1424 habían construido el Gran Salón y una capilla adyacente con torres en el nordeste y el sur del castillo. También levantaron varias murallas, cerrando el patio.

### Las guerras del siglo XV
En 1400, durante la defensa del Castillo de Edimburgo, Archibald Douglas “El Terrible”, tercer Conde de Douglas, consolidó el poder e influencia de su familia. Consiguió proteger el castillo contra el asedio del rey Enrique IV de Inglaterra, pero murió al año siguiente.
Su hijo, Archibald, conde de Douglas, se casó con la hija de Roberto III de Escocia. El cuarto conde luchó contra el rey Enrique IV de Inglaterra en la Batalla de Shrewsbury en 1403, donde fue capturado y liberado. Posteriormente se convertiría en uno de los generales del ejército de Juana de Arco y continuaría luchando contra los ingleses. Fue recompensado con el Ducado de Touraine en Francia.
En 1406, a la muerte del rey de Escocia, el Conde de Douglas se convirtió en uno de los regentes del consejo que gobernaron el país durante la infancia de Jacobo I de Escocia. En 1412 el Conde Douglas visitó París y se alió personalmente con Juan Sin Miedo, Duque de Borgoña y en 1423 envió un contingente de 10 000 escoceses en ayuda del rey Carlos VII de Francia contra los ingleses. Se convirtió en lugarteniente del ejército francés y recibió el título de Duque de Touraine, que fue transmitido a su heredero varón el 19 de abril de 1424. El conde Archibald resultó derrotado y muerto en la Batalla de Verneuil el 17 de agosto de 1424, junto con su segundo hijo James y su yerno John Stewart, segundo Conde de Buchan.
Durante el siglo XV el clan de los Douglas se hizo tan poderoso que otros nobles lo consideraron una amenaza para la estabilidad de la nación. En 1440 el joven William Douglas, sexto Conde de Douglas, y su hermano fueron invitados a cenar con el rey Jacobo II de Escocia de diez años. La cena fue organizada por Sir William Crichton del Clan Crichton. Fue conocida como La cena del toro negro, ya que durante la misma se presentó la cabeza de un toro negro, símbolo de la muerte. Tras la cena los hermanos Douglas fueron arrestados y llevados a Castle Hill, donde sufrieron una farsa judicial y fueron decapitados. El resto del Clan Douglas se levantó en armas y asediaron el Castillo de Edimburgo. Sir Crichton, dándose cuenta del peligro, rindió el castillo al rey y fue elevado al título de Lord por evitar el derramamiento de sangre. Nunca se ha aclarado quién fue el responsable del asesinato del conde Douglas y su hermano, aunque se cree que los nobles Crichton, Livingstone y Buchan son los candidatos más probables.
En 1448 Hugh Douglas, Conde de Ormond, participó junto a John Wallace del Clan Wallace en la victoria escocesa sobre los ingleses en la batalla de Sark.
En 1449 el rey de Escocia entregó al Conde de Athol las tierras confiscadas de Strathbogie al Clan Gordon. El castillo que dominaba la zona era conocido como Huntly, y Sir Alexander Gordon fue nombrado Conde de Huntly. En este período el rey escocés estaba enemistado con el Clan Douglas, mientras el Clan Gordon apoyaba al monarca. El conde de Moray era pariente y aliado de los Douglas. Él y los Douglas aprovecharon que Alexander Gordon había partido al sur para ser nombrado conde para saquear las tierras de los Gordon, devastando el castillo de Huntly. Sin embargo, el Clan Gordon regresó rápidamente y derrotó a sus enemigos. Aunque el castillo había sido destruido, pronto se construyó uno más grande en su lugar.
El Clan Douglas también mantenía una larga rivalidad con el Clan Colville. Sir Richard Colville había asesinado al Laird (terrateniente) de Auchinleck, un aliado de los Douglas. Para vengar el asesinato los Douglas atacaron el castillo de los Colville y mataron a muchos miembros del clan, devastando la fortaleza. William Douglas, octavo Conde Douglas, ejecutó personalmente a Richard Colville. El poder del Clan Douglas hacía imposible que el rey Jacobo II de Escocia pudiera juzgarle o gobernar con libertad. Después de varios enfrentamientos infructuosos el rey invitó al Conde William Douglas al Castillo Stirling en 1452, bajo la promesa de un salvoconducto, pero cuando llegó, el rey acusó a William Douglas de conspirar contra él debido a sus relaciones con la Casa de York de Inglaterra a través de un pacto que William había hecho con el Conde de Crawford y el Señor de las Islas. Ante la negativa del Conde Douglas a renunciar al pacto y reafirmar su lealtad al rey Jacobo II, el monarca sacó su daga y apuñaló al conde en la garganta. Según la historia se dice que el capitán de la guardia real dio el golpe de gracia con su alabarda. El cadáver fue arrojado por una ventana del castillo al jardín, donde fue enterrado. Una vidriera de colores con el escudo del Clan Douglas mira hacia el “Jardín Douglas”, el lugar donde se dice que cayó el conde.
En 1455 los partidarios de James, noveno Conde Douglas, fueron derrotados en la Batalla de Arkinolm, donde el linaje de los Douglas Negros terminó. Tras la batalla un acta del parlamento escocés dio al Conde de Anguas el señorío de Douglas con sus posesiones originales. James Douglas fue definitivamente derrotado por el rey Jacobo III de Escocia en la Batalla de Lochmaben Fair en 1484.

### Las guerras del siglo XVI
En 1530 estalló una disputa cuando Sir Robert Charteris, el jefe del Clan Charteris se enfrentó en un duelo con Sir James Douglas de Drumlanrig en lo que se dice que fue uno de los últimos duelos de caballería. Se observó todo el protocolo de un torneo medieval con heraldos y el arbitraje del propio rey escocés desde las murallas del castillo. Se dice que la justa fue tan violenta que la espada de Charteris se rompió y el rey tuvo que enviar a sus hombres para que separaran a los combatientes.
Su nieto, Archibald Douglas, sexto Conde de Angus, obtuvo el puesto de Lord Canciller y guardián de Jacobo V de Escocia, casándose con su madre viuda, Margaret Tudor, con la que tuvo una hija, Margaret Douglas, madre de Henry Stuart, Lord Darnley. En 1545 el Conde Archibald Douglas llevó al ejército escocés a la victoria sobre los ingleses en la Batalla de Ancrum Moor.
James Douglas, cuarto Conde de Morton, sobrino del conde Archibald Douglas de Angus, fue un enemigo encarnizado de María I de Escocia. Fue uno de los asesinos de David Rizzio, secretario de la reina y estuvo implicado en el asesinato de su segundo marido, Lord Darnley. Como regente, fue cruel con las facciones leales a la reina, pero finalmente fue acusado de complicidad en el asesinato de Darnley y ejecutado en 1581.

### El siglo XVII y la guerra civil inglesa
Durante la guerra civil inglesa, William Douglas, el undécimo Conde de Angus, y de religión católica, fue partidario del rey Carlos I de Escocia. En 1653 fue nombrado Marqués de Douglas. Tras la Batalla de Kilsyth en 1645 se unió a James Graham, del Clan Graham, primer marqués de Montrose, y estuve presente cuando el ejército realista luchó en la Batalla de Philiphaugh, donde apenas consiguió escapar con vida. Tras la victoria de Oliver Cromwell y los parlamentaristas ingleses, fue capaz de obtener el perdón, aunque tuvo que pagar una multa de 1.000 libras. También retuvo su título de Marqués, que fue transmitido a sus descendientes.
En 1660 William Douglas, hermano del segundo Marqués de Douglas, se convirtió, mediante matrimonio, en Duque de Hamilton. Finalmente, los títulos de Marqués de Douglas, Conde de Angus y otros pasaron a los Duques de Hamilton y el heredero de la casa siempre recibe el título de “Marqués de Douglas y Clydesdale”. Los linajes de Douglas y Hamilton se convirtieron en Douglas-Hamilton y, según las leyes escocesas, tuvieron que renunciar al título de jefes del Clan Douglas debido a su apellido mixto. Esta ley se aplica de igual forma a la familia Douglas-Home que unió sus apellidos en el siglo XVIII.
En 1689 muchos miembros del Clan Douglas participaron en el regimiento cameroniano del Conde de Angus, que aunque enormemente superados en número consiguieron derrotar a un ejército muy superior en la Batalla de Dunkeld contra los partidarios del rey Jacobo II. Los Douglas alcanzaron la victoria bajo el liderazgo del capitán George Munro de Auchinbowie.

### El siglo XVIII y las rebeliones jacobitas
Durante el siglo XVIII, durante las rebeliones jacobitas por parte de los partidarios de los derrocados Estuardo, el Clan Douglas continuó apoyando al gobierno británico.
En 1703 el título de Marqués de Douglas fue elevado a Duque, pero el liderazgo del clan familiar había pasado a los Douglas de Drumlanrig, en Dumfrieshire, que también descendían de los Douglas Negros. Los Douglas de Drumlanrig se habían convertido en Condes de Queensbury en 1633, Marqueses de Queensberry en 1682 y Duques de Queensberry en 1684. Las maniobras políticas de James Doublas, segundo Duque de Queensberry, contribuyeron a la Unión de Inglaterra y Escocia en 1707.

### El siglo XIX
La familia Douglas comenzó un lento declive en el siglo XIX. A la muerte de William Douglas, cuarto Duque de Queensberry, el título pasó junto al Castillo Drumlanrig al duque de Buccleuch. Un primo Douglas del duque en cuarto grado heredó el título de Marqués y el resto de títulos y tierras. Sin embargo, el poder de los Marqueses Douglas comenzó a reducirse a medida que el ascenso del poder del parlamento británico y de la clase media aislaron al conjunto de la aristocracia. Por otra parte, los varones del linaje fueron afectados por enfermedades mentales y una elevada tasa de suicidios, así como una desagradable tendencia a involucrarse en costosos juicios y demandas por cualquier motivo. Algunas de las mujeres de la familia, como Lady Florence Douglas, jugaron un importante papel en el movimiento sufragista femenino.
Durante este período la familia Douglas también se fragmentó en diversas ramas que emigraron a Australia y Canadá donde prosperaron. Quienes permanecieron en Gran Bretaña, como los marqueses, tendían a residir en sus posesiones londinenses, lejos de sus propiedades en Escocia y solían recibir educación universitaria en Oxford o St. Andrews.
El último gran suceso público digno de mención relacionado con el líder del clan Douglas fue el incidente entre Lord Alfred Douglas y el famoso escritor Oscar Wilde, cuando su padre, John Sholto Douglas, octavo Marqués de Queensberry, hizo todo lo posible para poner fin a la relación entre ambos después de que su primogénito se hubiera suicidado tras mantener una relación homosexual con Lord Rosebery, primer ministro británico. Esto provocó el juicio al que muchos atribuyen la prematura muerte de Oscar Wilde.

### El siglo XX
La recesión económica de la década de 1870 perjudicó seriamente las propiedades de la familia Douglas –de hecho, el noveno Marqués tuvo que vender su asiento de Kinmount en Dumfriesshire. En varias ocasiones varias hijas de la familia se casaron con ricos financieros y empresarios para mejorar las finanzas de la familia, pero la depresión de 1929 acabó con las últimas propiedades de la familia en Escocia y en 1931 vendieron Grangemuir, al norte de Pittenweem en Fife. Actualmente Grangemuir es una ruina y un aparcamiento de caravanas. Los últimos miembros de la familia que residían en ese lugar fueron enterrados en Dunino, al sur de St. Andrews. Los papeles de la familia fueron almacenados en varias colecciones especiales de la Biblioteca de la Universidad de St. Andrews.
Durante el siglo XX muchos miembros de la familia Douglas, de forma espontánea e individual, se convirtieron al catolicismo.
En la década de 1950 la familia Douglas estaba completamente arruinada y muchos miembros tuvieron que conseguir empleo. Muchos de ellos se han dedicado a la enseñanza o han obtenido trabajo en puestos académicos. Sholto Johnstone Douglas (1871-1959) inició una carrera artística y el líder de la familia, David Harrington Angus Douglas, duodécimo Marqués de Queensberry, fue profesor de cerámica en el Instituto Real de Arte de Londres.

### ElsigloXXI
A principios del siglo XXI Su Gracia Angus Douglas-Hamilton, el 15.º duque de Hamilton y 12.º duque de Brandon era el líder de la casa de Douglas, pero no podía asumir el título de jefe de clan ya que según la ley heráldica escocesa, solo podía llevar el apellido Douglas. Sin embargo, el duque de Hamilton es jefe del Clan Hamilton.
Angus Douglas-Hamilton murió el 5 de junio del año 2010 a la edad de 71 años. Fue sucedido en el ducado y heredó sus otros títulos y privilegios su primogénito Alexander Douglas-Hamilton, 16.º duque de Hamilton (nacido el 31 de marzo de 1978).

## Castillos Douglas

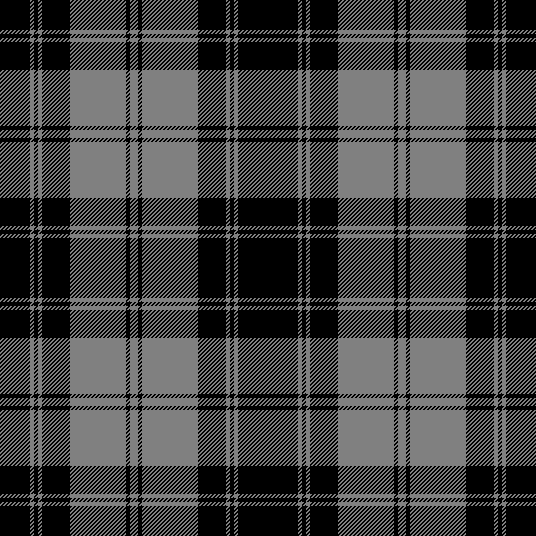
Tartán del Clan Douglas, como fue publicado en 1842 en el Vestiarium Scoticum. Se cuestiona si el clan Douglas llevaba tartán en el siglo XVI.

- Castillo de Aberdour, Fife, posesión de los condes de Morton (conservado parcialmente).
- Castillo de Balvenie, Moray, posesión de James Douglas, 7.º conde Douglas (en ruinas).
- Castillo de Berwick, Northumberland. Conquistado por William Douglas “El Recio” (en ruinas, ahora forma parte de la estación de tren de Berwick-upon-Tweed)
- Castillo de Bothwell Castle, South Lanarkshire (en ruinas).
- Castillo de Bowhill, Selkirkshire. Hogar del Duque de Buccleuch y Queensberry (conservado).
- Castillo de Dalkeith, Mid-Lothian. (conservado)
- Castillo de Douglas, South Lanarkshire (solo quedan unas pocas ruinas).
- Castillo de Drumlanrig, Dumfries y Galloway. Se conserva la mansión de los Duques de Buccleuch y Queensberry
- Castillo de Duffus, Moray
- Grangemuir House, Fife
- Castillo de Hermitage, Roxburghshire, fortaleza del siglo XIII (restaurado).
- Castillo de Hume, Berwickshire. Hogar de Sir Alexander Douglas.
- Castillo de Kilspindie, East Lothian. Hogar de los Douglas de Kilspindie, (ruinas)
- Lennoxlove House, East Lothian. Hogar del Duque de Hamilton, también Marqués de Douglas y Clydesdale, Conde de Angus, et. (conservado).
- Castillo Loch Leven, Kinross. Primer hogar del Conde de Morton (ruinas).
- Castillo Lochindorb, Strathspey
- Castillo de Morton , Nithsdale, Dumfries y Galloway. Hogar en ruinas de los Condes de Morton.
- Castillo Newark, Selkirkshire
- Castillo de Ormond, Avoch, Black Isle
- Castillo de Roxburgh, conquistador por Sir James Douglas.
- Castillo Sandilands, Fife (ruinas).
- Castillo de Strathaven, South Lanarkshire
- Castillo de Tantallon, East Lothian. Fortaleza de los Douglas Rojos (parcialmente en ruinas).
- Castillo Threave, Dumfries y Galloway (ruinas).
- Timpendean Tower, Roxburghshire (ruinas).

## Datos del Clan
- Santa Patrona: Brígida de Kildare (St. Bride)
- Lema: Jamais arrière (Nunca detrás)
- Emblema: Una salamandra en sinople rodeada por llamas de fuego.

## Apellidos del clan
- Agnew
- Alexander
- Blackwood
- Blackett
- Blacklock
- Blalock
- Breckinridge
- Brown
- Brownlee
- Cavin
- Cavers
- Dickey
- Dickle
- Dick
- Drysdale
- Foster
- Glenn
- Glendinning
- Glenndinning
- Henry
- Hixson
- Inglis
- Kidston
- Kilgore
- Kirkland
- Kirk
- Kilpatrick
- Lockerbie
- Lockerby
- Lockery
- Lochrie
- MacGuffey
- McKittrick
- Morton
- Sandlin
- Sandiland
- Soule
- Sterrett
- Symington
- Young

## Cultura popular
En la novela derivada de la saga de “Los Inmortales”: Highlander: Scotland the Brave, James Douglas es un escocés ficticio nacido en el Clan Douglas que muere por primera vez en 1746 en la Batalla de Culloden.
La Cena del Toro Negro sirvió como inspiración para los eventos de la Boda Roja mostrados en Tormenta de Espadas, el tercer libro de la serie Canción de Hielo y Fuego de George R. R. Martin. La Boda Roja se incluye en el episodio The Rains of Castamere de la serie de HBO Game of Thrones.